# Васильев, Борис Дмитриевич
Борис Дмитриевич Васильев (1890—1963) — инженер-строитель, специалист в области железобетонных конструкций, оснований и фундаментов, доктор технических наук, профессор, генерал-майор инженерных войск, член-корреспондент Академии архитектуры СССР и Академии строительства и архитектуры СССР.

## Биография
Родился в Санкт-Петербурге 25 апреля 1890 года в семье военного.
В 1907 году после окончания гимназии поступил в Петербургский политехнический институт на инженерно-механическое отделение. Во время учёбы работал заведующим чертежной мастерской Ораниенбаумской железной дороги. Окончил институт 19 сентября 1917 года. Был оставлен стипендиатом на кафедре «Основания и фундаменты» для подготовки к профессорскому званию.
С 1918 года, параллельно с преподавательской деятельностью в Техникуме путей сообщения, Политехническом институте, возглавлял проектно-технический отдел Петроградского управления городских мостов и набережных. В 1932 году стал заведующим кафедрой «Основания и фундаменты» в Ленинградском институте инженеров промышленного строительства (отраслевом вузе ЛПИ), преобразованном в 1940 году в Высшее инженерно-техническое училище Военно-морского флота. В 1935 году присвоено ученое звание профессор.
Во время Великой Отечественной войны под руководством Б. Д. Васильева разрабатывались проекты оборонительных сооружений Ленинграда. В 1944 году ему присвоено звание генерала-майора инженерных войск.
После окончания войны Борис Дмитриевич Васильев участвовал во многих проектах, реализованных в Ленинграде и других городах — двухъярусная набережная проспекта Обуховской обороны, реконструкция Синего моста через реку Мойку и других. Являлся членом подготовительной и правительственной комиссий по строительству и приёмке в эксплуатацию Ленинградского метрополитена, председателем комиссии по подготовке проекта защитных сооружений Ленинграда от наводнений. В течение ряда лет профессор Васильев являлся председателем ЛП НТО — Ленинградского правления Научно-технического общества. Избирался депутатом Ленгорсовета в 1947—1951 годах. Автор более 40 научных работ, книг и учебных пособий.
В 1947 году был избран членом-корреспондентом Академии архитектуры СССР.
Заслуженный деятель науки и техники РСФСР.
Умер 19 мая 1963 года (по другим сведениям — 15 мая). Похоронен на Богословском кладбище Санкт-Петербурга.

## Награды
- Орден Трудового Красного Знамени
- Два ордена Красной Звезды
- Орден «Знак Почета»
- медали